# Miel de metcalfa
 (mai 2023).
Si vous disposez d'ouvrages ou d'articles de référence ou si vous connaissez des sites web de qualité traitant du thème abordé ici, merci de compléter l'article en donnant les références utiles à sa vérifiabilité et en les liant à la section « Notes et références ».

Le miel de metcalfa tire son nom de l'insecte Metcalfa pruinosa, un Hémiptère originaire d'Amérique, qui produit un miellat récolté par les abeilles.

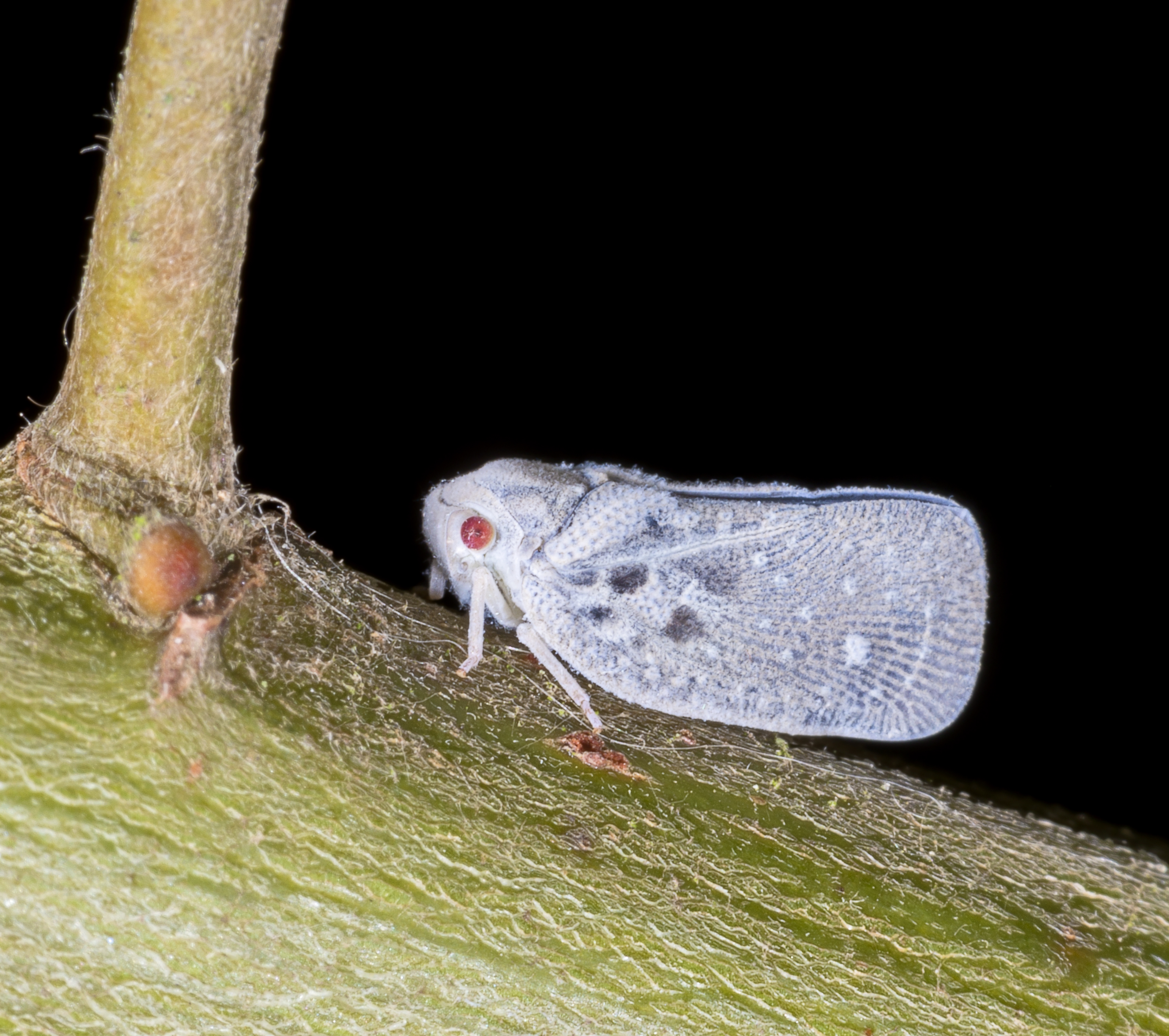
Metcalfa pruinosa

## Récolte

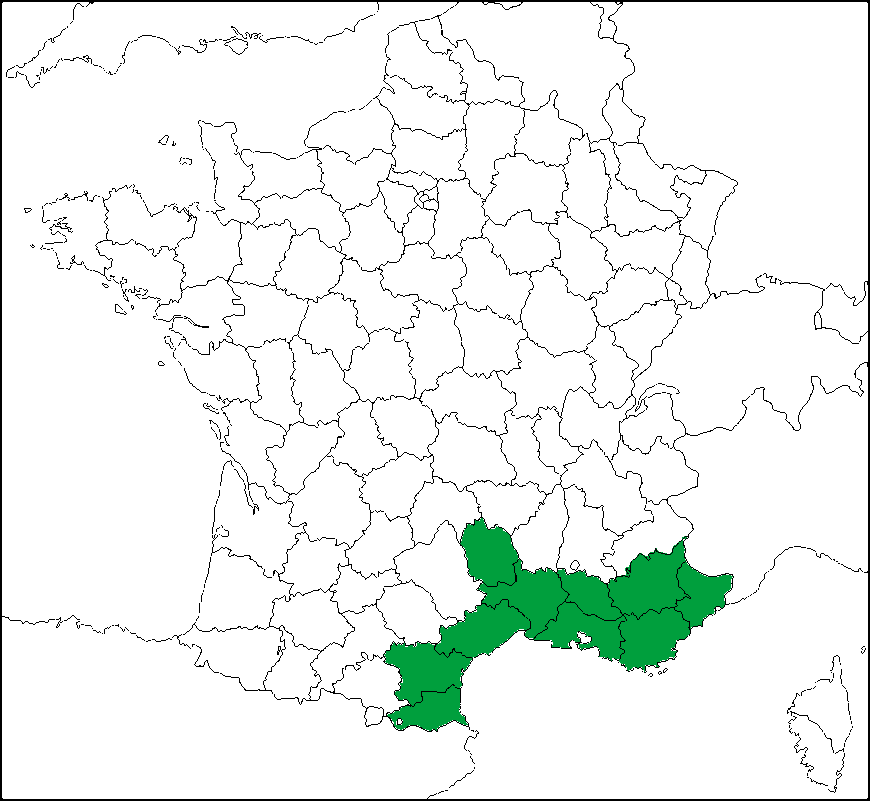
En France, aire de récolte du miel de metcalfa

En France, le metcalfa vit sur le pourtour méditerranéen. Les abeilles récoltent ce miellat entre juillet et août. Sa quantité est importante et régulière.

## Caractéristiques
C'est un miel très liquoreux, son odeur fruitée est apaisante, son goût long en bouche est acidulé. Le miel obtenu est de couleur chaudron à brun. Pour ce qui est de sa cristallisation, très pâteux, il met cependant longtemps à se solidifier. Il contient beaucoup d’oligo-éléments, à l’instar des autres miels de miellat.